# 秋元晏斗玲
秋元 晏斗玲（あきもと あんどれ、2001年10月17日 - ）は、日本の子役である。東京都出身。元シーアンドティー（キャロット）所属。

## 略歴
- 2005年、岩下食品のCMでデビュー[1]。
- 2006年、『トリプル・キッチン』で、ドラマ初出演[1]。

## 人物
- 趣味は工作[1]。特技は水泳、剣道[1]。
- 長所は、明朗活発なところ[1]。短所は、片付けが苦手なところ[1]。
- 所属事務所は、ジョビィキッズプロダクション[要出典]→ウエストサイド[要出典]→シーアンドティー（キャロット）[要出典]。

## 出演

### テレビドラマ
- 積水ハウスドラマスペシャル トリプル・キッチン（2006年、TBS）今泉元気 役
- 魂萌え!（2006年、NHK）関口寧賛 役
- 斉藤さん（2008年、日本テレビ）阿部聖南 役
- 大好き!五つ子（2009年、TBS）暖・ジャクソン 役
- MW-ムウ- 第0章 〜悪魔のゲーム〜（2009年6月30日、日本テレビ）翼 役
- 熱中時代（2011年4月9日、日本テレビ）阿南アンドレ 役

### CM
- 岩下食品（2005年）
- 富士通 F904i（2007年）
- トヨタ自動車 トヨタ・クラウン（2008年）
- 都市再生機構

### 映画
- ルート225（2006年3月11日公開）
- 昴（2009年3月20日公開）

### スチール
- 髙島屋
- 主婦の友ダイレクト